# غابات شرق البحر المتوسط
تعد غابات شرق البحر الأبيض المتوسط ، والمعروفة أيضًا باسم غابات شرق البحر الأبيض المتوسط الصنوبرية - عريضة الأوراق، منطقة بيئية في حوض البحر الأبيض المتوسط الشرقي. ويغطي أجزاء من تركيا وسوريا ولبنان وفلسطين والأردن.
تتمتع المنطقة البيئية بمناخ البحر الأبيض المتوسط ، وهي جزء من غابات البحر الأبيض المتوسط ، والأراضي العشبية.

## جغرافية المنطقة

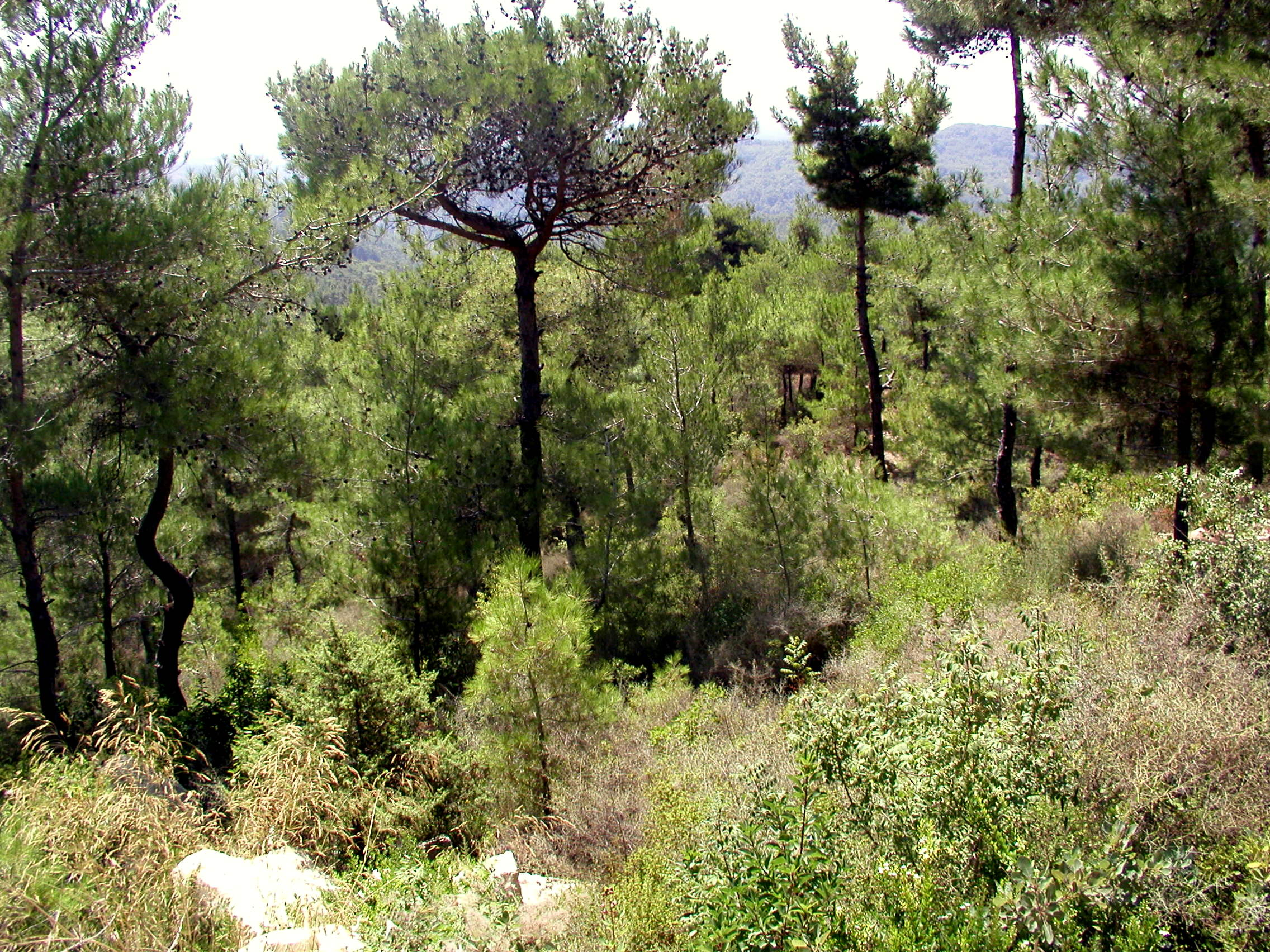
صنوبر بروتي في غابات كسب

تغطي المنطقة البيئية مساحة 143.800 كيلومتر مربع (55500 ميل مربع). تحتل غابات شرق البحر الأبيض المتوسط الأراضي الساحلية المنخفضة بين الجبال والبحر الأبيض المتوسط في جنوب تركيا، وتمتد من أنطاليا إلى الإسكندرونة بما في ذلك سهل جوكوروفا بينهما. ثم تمتد شرقاً عبر جنوب تركيا إلى حيث تلتقي حدود العراق وسوريا وتركيا ، وجنوباً على طول شرق البحر المتوسط عبر بلاد الشام - غرب سوريا ولبنان والضفة الغربية وشمال إسرائيل والمرتفعات الأردنية. وتعد جبال الدروز في وسط سوريا سلسلة جبلية نائية. تم العثور على القمم المنعزلة (جبل اللوز ، إلخ) في جبال مدين وجبال الحجاز في شمال غرب المملكة العربية السعودية.
تحد المنطقة البيئية غابات الأناضول من الشمال والصحاري من الشرق والجنوب. تغطي المنطقة البيئية السهول الساحلية والجبال المنخفضة والهضاب الداخلية. تقع المرتفعات العالية في جبال طوروس ، والجبال الساحلية السورية ، وجبال لبنان ، وجبال لبنان الشرقية الموازية لساحل شرق البحر الأبيض المتوسط ، ضمن المنطقة الصنوبرية الجبلية الجنوبية الأناضولية والغابات المتساقطة الأوراق.
تقع العديد من المدن الكبيرة ضمن غابات شرق البحر المتوسط ، بما في ذلك أضنة وغازي عنتاب وأنطاليا ومرسين في تركيا ؛ حلب وحمص وحماة واللاذقية في سوريا. بيروت وطرابلس في لبنان ؛ تل أبيب حيفا في إسرائيل ؛ القدس غزة والخليل ونابلس في فلسطين. وعمان في الأردن.

## المناخ
تتمتع المنطقة البيئية بمناخ البحر الأبيض المتوسط ، مع شتاء معتدل ممطر وصيف حار جاف. يختلف هطول الأمطار عبر المنطقة البيئية. وهي أعلى بشكل عام على المنحدرات الساحلية ، وتتراوح من 1000-1،250 ملم سنويًا بالقرب من أنطاليا إلى 650-850 ملم في مرسين وأضنة وإسكندورون وساحل سوريا ولبنان. هطول الأمطار هو الأدنى في الأجزاء الشرقية والجنوبية من المنطقة البيئية ، حيث يقل عن 450 ملم سنويًا في شرق الأناضول ، وداخل سوريا ، وجنوب إسرائيل وفلسطين ، والمرتفعات الأردنية.

## الحياة النباتية
تشمل المجتمعات النباتية الرئيسية في المنطقة البيئية شجيرات عريضة الأوراق (معيص) وغابات الصنوبر (خاصة الصنوبر التركي والصنوبر الحلبي) ، وغابات البلوط الجاف والسهوب.
الصنوبر التركي أكثر شيوعًا في المنطقة الساحلية التركية ، والصنوبر الحلبي في بلاد الشام. لم يتم العثور على أي من الصنوبر بشكل طبيعي في الجزء الشرقي من بلاد ما بين النهرين من المنطقة البيئية.
تم العثور على المعيص في المنحدرات الساحلية في جنوب الأناضول وعلى طول الساحل الشرقي. وهي عبارة عن غابة مفتوحة دائمة الخضرة ، بها مجموعة من الشجيرات والأعشاب والأعشاب والنباتات الجيوفيتية. الأشجار السائدة هي الزيتون ، الخروب ، البلوط الفلسطيني ،والفستق الحلبي. تم تدهور الكثير من نباتات المعيص بسبب الحرائق المتكررة والرعي الجائر.
الأجزاء الشرقية والجنوبية من المنطقة البيئية هي في الغالب شجيرات منخفضة ومراعي ذات طابع شبه صحراوي.

## الحيوانات
أصبح ابن آوى الذهبي هو المفترس الأعلى في معظم المنطقة البيئية. يمكن العثور على الوشق في الأراضي الشجرية والجبال ، والخنزير البري في الغابات. ويوجد في الجزء الشرقي من المنطقة البيئية مجموعات متفرقة من الضبع المرقط والغزال الفارسي.
انحسرت مجاميع الأسد المفترس الكبير والدب البني السوري والذئب والفهد في الغالب أو بشكل تمام من المنطقة بسبب الصيد الجائر وفقدان الموائل.

## المحميات
وجد تقييم عام 2017 أن 1،147 كيلومتر مربع ، أو أقل من 1٪ ، من المنطقة البيئية تقع في مناطق محمية. 1٪ أخرى من المنطقة البيئية لديها موائل سليمة نسبيًا لكنها خارج المناطق المحمية.
بعض المناطق المحمية تشمل:
منتزه جبل الكرمل الوطني في إسرائيل
محمية جبل ميرون الطبيعية في إسرائيل (80.96 كم²)
محمية يومورتاليك لاجون الطبيعية في تركيا (198.53 كيلومتر مربع)